# Gilbert Cesbron
Gilbert Cesbron (ur. 13 stycznia 1913 w Paryżu, zm. 12 sierpnia 1979 tamże) – pisarz francuski, przedstawiciel ruchu renouveau catholique.

## Biografia
Gilbert Cesbron urodził się w Paryżu 13 stycznia 1913 roku. W twórczości podejmował tematy związane z kondycją moralna społeczeństwa. Pisał powieści, opowiadania, eseje i dramaty. Wydane w 1954 roku Bezdomne psy dotykają problemów przestępczości wśród młodzieży. Powieść została przetłumaczona i wydana w Polsce w 1955 roku. Powieść Siódmy próg z 1956 roku, wydanie polskie w 1958 roku, dotyczy wiary. W 1975 ukazała się powieść Jesień Don Juana, wydanie polskie w 1979 roku. Cesbron był katolikiem, jego twórczość zaliczana jest do tzw. renouveau catholique. Pisarz zmarł w Paryżu 12 sierpnia 1979 roku.